# ساتوشي مياوتشي
ساتوشي مياوتشي (باليابانية: 宮内 聡) (26 نوفمبر 1959 في طوكيو في اليابان – )؛ هو لاعب كرة قدم ياباني سابق كان يلعب كلاعب وسط. سبق له أن لعب مع منتخب اليابان.

## مسيرته الكروية
لعب ساتوشي مياوتشي خلال مسيرته الاحترافية مع نادِ واحدٍ في عشرة مواسم وسجل خلالها 6 أهداف ضمن 114 مباراة. ولم يفز بأي موسم بالكأس وفاز في موسم واحد بالدوري.
خاض ساتوشي مياوتشي مسيرته مع نادي جيف يونايتد تشيبا في موسم 1978 ليلعب معه عشرة مواسم، مشاركًا في 114 مباراة سجل خلالها 6 أهداف.

## وصلات خارجية
- ساتوشي مياوتشي على موقع الاتحاد الدولي (مؤرشف)  (الإنجليزية)
- ساتوشي مياوتشي على موقع ناشيونال فوتبول تيمز (الإنجليزية)
- ساتوشي مياوتشي على موقع Soccerway.com (الإنجليزية)
- ساتوشي مياوتشي على موقع عالم كرة القدم.نت (الإنجليزية)
- National Football Teams
- Japan National Football Team Database